# 믹 미카엘리
군나르 마티아스 "믹" 미카엘리(스웨덴어: Gunnar Mathias "Mic" Michaeli, 1962년 11월 11일 ~ )는 스웨덴의 록 밴드 유럽의 키보드 연주자이다. 다른 유럽의 많은 멤버들처럼, 그는 스톡홀름 교외의 웁란즈 베스비에서 자랐다. 그는 1984년 Wings of Tomorrow 투어를 위해 그 밴드에 합류하여, 보컬리스트 조이 템페스트의 키보드 뒤를 대신하게 되었다.